# 9 settimane e ½
9 settimane e ½ (9½ Weeks) è un film del 1986 diretto da Adrian Lyne e interpretato da Mickey Rourke e Kim Basinger. Il film rese celebri i due protagonisti, all'epoca quasi esordienti.

## Trama
New York. Elizabeth McGraw è una giovane divorziata, impiegata presso una galleria d'arte a SoHo.
Per conto della sua galleria sta organizzando la mostra di Farnsworth, un anziano pittore introverso di provincia, poco attratto dal rumore della vita urbana. Durante i preparativi, in un negozio cinese di generi alimentari conosce John Gray, esperto di arbitraggio di Wall Street, restando colpita dalla sua baldanza e dall'aspetto curato. Dopo un po' di tempo, mentre compra una gallina giocattolo in un mercato di strada, lo incontra di nuovo e comincia a frequentarlo nella casa sull'acqua dei suoi amici. In un ristorante italiano intraprendono subito una relazione di "nove settimane e mezzo", fatta esclusivamente di sessualità e giochi erotici, in risposta alle frustrazioni della vita yuppie.
Nelle prime fasi del rapporto Elizabeth, convinta da continui regali e scherzi, scorgerà l'amore per John. All'inizio l'uomo, attratto dai modi di fare ordinari di lei a dispetto della bellezza, la fa distendere su un tavolo e le passa addosso un cubetto di ghiaccio. Nell'incontro successivo la ragazza entra nello studio dell'uomo e lui le regala un orologio. A quel punto, facendole sentire il ticchettio, le chiede se alle 12 guardando l'orologio e pensando a lui voglia toccarsi. Colpita dal regalo, lei accetta e si masturba durante la proiezione di un video d'arte moderna, nel seminterrato della galleria d'arte dove lavora. In seguito John va a casa di Elizabeth, cucina a casa sua, le dà da mangiare e bere davanti al frigorifero e colpito dal giovanilismo dei movimenti della ragazza, la bacia. Costretta da tali episodi a subire una regressione quasi adolescenziale, Elizabeth convince per sbaglio la collega Molly a fidanzarsi con l'ex marito Bruce, e comincia a perdere interesse per il suo lavoro.
Durante una cena insieme, John convince Elizabeth a rimanere in casa, per cercare di renderla meno ribelle e diffidente. La ragazza gli rivela al telefono di aver sbirciato nel suo armadio, dopo aver scoperto una vecchia foto con l'ex compagna April Tover, e lui, tornato a casa, prima la accusa di non saper comprendere le sue aspettative, e poi reagisce con un amplesso violento sul tavolo. La mattina dopo le prepara la colazione, dimostrando di volersi prendere cura di lei come aveva detto la sera prima. Elizabeth riesce così a comportarsi in modo più allegro e spontaneo. A un certo punto percepisce più chiaramente i propri sentimenti, corre verso l'orologio del piano alto di un palazzo con l'affarista, lo bacia, si toglie giacca e camicia e resta in canottiera; così con l'evoluzione da professionista seriosa in ragazza alfa istintiva, e con la liberazione emotiva e fisica dal suo vecchio aspetto istituzionale, seduce involontariamente John e ha un rapporto sessuale con lui. L'uomo continua anche a mostrare premure per lei, servendole bevande calde in una mattina di febbre.
Una sera Elizabeth va a trovare John nel suo ufficio per offrirgli da mangiare e poi vanno insieme in un bar di Wall Street. Colpita dall'ardito accostamento tra la sua femminilità e gli indumenti degli affaristi, confida al facoltoso fidanzato di voler provare l'emozione di fingersi uomo, e da John viene posta in condizione di indossare abiti maschili da sera, per un appuntamento in un ristorante di lusso a pochi passi dal prestigioso Hotel Algonquin. Usciti dal locale, vengono scambiati per gay da un gruppo di vagabondi in un quartiere di periferia. Offesi a loro volta dalla giovane coppia, due di loro li inseguono fino all'ingresso di un vicolo poco distante, li affrontano con forza, ma con un coltello a loro sfuggito di mano vengono messi in fuga da Elizabeth. Emozionata dal fatto, quest'ultima si fa trascinare da John sotto l'acqua di una grondaia rotta, gli sussurra a ripetizione di amarlo e lo bacia. Indotta dall'affarista, subito dopo intraprende una rapida svestizione, levandosi i baffi finti e lo smoking e poi restando sotto la pioggia in canottiera, boxer e scarpe basse: in tal modo raggiunge suo malgrado l'apice della carica seduttiva, per via dell'inusuale metamorfosi da drag king distinto a butch appena vestita, e dell'accostamento surreale tra la semplicità degli abiti intimi e l'eleganza del fisico. A questo punto ha di nuovo un rapporto sessuale con John, credendo di essersi innamorata di lui.
Dopo il furto nascosto di una collana e l'acquisto di un letto nuovo in vista di una possibile convivenza, Elizabeth decide di fare uno spogliarello casalingo per John: prima si toglie gradualmente di dosso un tailleur regalatole giorni prima, poi gira per casa in sottoveste di seta per prendere in giro le prime fasi del loro incontro; alla fine, del tutto priva di indumenti, attira John al piano alto di casa sua e lo bacia di nuovo, ancora convinta di amarlo. A questo punto la galleria d'arte s'accorge dell'eccesso di distrazione e confusione mentale della protagonista, che rischia di perdere le proprie inibizioni e la precedente vita compassata.
Per cercare di riprendersi e controllare i propri istinti, Elizabeth conosce il pittore Farnsworth, che compie un percorso di vita inverso al suo e così ricomincia a darsi da fare per la mostra. In seguito John, completamente ignaro dell'autoironia degli ultimi comportamenti della ragazza, la invita a raccogliere soldi per terra in ufficio, ma deve fare i conti con la sua crescente insofferenza. In un albergo Elizabeth si fa bendare da John e si fa toccare da una prostituta sudamericana. Dopo essersi tolta la benda, scopre che l'affarista è solito frequentare il sesso a pagamento e vuole coinvolgere Elizabeth in un rapporto a tre, contro la volontà di lei, così ha uno scontro fisico con la prostituta, poi esce in lacrime dall'albergo, attira John in un locale per adulti e lo provoca baciandolo. Sconvolta dalle recenti esperienze, diserta in lacrime la mostra d'arte di Farnsworth e passa un'ultima notte con John.
La loro ultima mattina insieme, John le parla delle sue umili e tormentate origini e le dice di aver provato con lei emozioni molto più forti che con le precedenti ragazze, ritenendole prive della stessa vitalità. Elizabeth risponde di non poter più sopportare l'assurdità della loro relazione e accusa implicitamente John di non aver voluto capire la mancanza di illusioni della ragazza. Così decide di lasciarlo, esce di casa e torna in lacrime alla vita di tutti i giorni, mentre John, incapace di svelarle i suoi veri sentimenti e di richiamarla, conta fino a 50 e resta dentro casa.

## Produzione
La sceneggiatura del film è liberamente ispirata a un racconto a spunto autobiografico omonimo del 1978, scritto dall'ex giornalista austriaca Ingeborg Day, in arte Elizabeth McNeill (1940-2011). Il racconto narrava della breve e difficile relazione di una mercante d'arte con un uomo d'affari, e traeva ispirazione da reali vicende personali dell'autrice. Il film fu girato tra il giugno e l'agosto del 1984 ma fu distribuito un anno e mezzo dopo. Il racconto originale ha un tono più tetro, ed è incentrato su rapporti intimi di natura violenta, ma anche sul coinvolgimento della protagonista da parte del fidanzato in comportamenti criminali, tra i quali una rapina in un ascensore e la partecipazione di lei a rapporti sessuali con sconosciuti. Inoltre alla fine del racconto la protagonista subisce un crollo psicologico, non menzionato nel film.
In origine il ruolo di John doveva essere interpretato da Sam Shepard, mentre per quello di Elizabeth furono chiamate, prima della Basinger, altre attrici tra cui Debra Feuer, all'epoca moglie di Mickey Rourke, Dominique Sanda, Isabelle Adjani, Isabella Rossellini, Kate Capshaw, Teri Garr, Kathleen Turner, Jacqueline Bisset e Sigourney Weaver. Nella scena della mostra appare Ronnie Wood, chitarrista dei The Rolling Stones. Il noto attore pornografico Ron Jeremy ebbe il ruolo di "consulente tecnico" per le scene erotiche del film.
La colonna sonora comprende brani di Stewart Copeland, John Taylor dei Duran Duran, Devo, Winston Grennan, Lisa Dalbello, Luba, Corey Hart, Bryan Ferry, Eurythmics, Jean-Michel Jarre e Joe Cocker. Quest'ultimo eseguì You Can Leave Your Hat On, cover di Randy Newman, che accompagna la scena dello spogliarello della Basinger. Dalla lista tracce della colonna sonora furono esclusi due brani, lo strumentale Arpegiator di Jean-Michel Jarre, che accompagna la scena dell'accoppiamento sotto la pioggia, e il brano reggae Savior di Winston Grennan, nella scena al mercato di strada.
Molte scene erotiche del film furono reinterpretate da Sheena Easton nel 1989 per il video del singolo Days Like This, e dalla cantante tedesca Sarah Connor nel 2007, nel video di Sexual Healing, cover di Marvin Gaye.
Nella prima puntata dell'ottava stagione della serie televisiva Baywatch, il personaggio di Carmen Electra si esibisce in un locale notturno in uno spogliarello sullo stesso accompagnamento musicale di quello del film originale, ma con abiti completamente diversi.

## Distribuzione
Negli Stati Uniti uscì il 21 febbraio 1986 e ne sono state distribuite due versioni, una classificata R (i minori di 17 anni possono vedere il film solo se accompagnati) e un'altra che non è stata fatta classificare (unrated) ed è stata distribuita solo nel mercato home video, dove la scena dell'accoppiamento sotto la pioggia è leggermente più estesa. Anche la versione classificata R è stata distribuita in home video nel mercato statunitense (dalla Metro-Goldwyn-Mayer), con una durata di 116 minuti e 27 secondi, mentre la versione unrated (distribuita dalla Warner Bros.) ha una durata di poco superiore, 116 minuti e 51 secondi.
Il film fu pubblicato dopo aver subito alcune modifiche e rimozioni in fase di lavorazione, e in particolare furono tagliate le seguenti scene: i due protagonisti che armeggiavano con dei barbiturici, il loro reciproco patto di suicidio, l'ammanettamento di Elizabeth sopra un letto e il suo crollo psicologico nel finale. Il regista negli anni annunciò più volte la possibile produzione di una versione director's cut (oltre a quella che è stata distribuita negli USA senza classificazione della MPAA), con almeno gran parte delle scene tagliate, ma il progetto non venne mai realizzato.

## Edizione italiana
Il doppiaggio italiano è stato diretto da Renato Izzo su dialoghi di Marco Guadagno e Simona Izzo, per conto del Gruppo Trenta. Il film è stato distribuito in Italia nel febbraio 1986, con il divieto di visione ai minori di 14 anni. In televisione invece fu mandato in onda sia nella versione originale sia in una censurata, senza divieti, per poter essere mostrata in prima serata. In Italia il film è stato trasmesso, tra gli altri, su Rete 4 nel 2000 e il 31 luglio 2025, in prima serata, su Rai Movie.

## Accoglienza

### Incassi
Alla sua prima uscita negli Stati Uniti incassò solo 7 milioni di dollari al botteghino e ricevette critiche non sempre positive, ma a livello mondiale acquistò un successo insperato, soprattutto in formato video.

### Critica
Grazie al suo erotismo e alla popolarità raggiunta dai due protagonisti, è considerato uno dei film di culto degli anni ottanta.
Il sito di recensioni Rotten Tomatoes ha assegnato al film un punteggio del 60%, basato su un totale di 25 recensioni. Il critico Roger Ebert apprezzò il realismo e l'ironia della storia e dei protagonisti, ritenendoli più simili alla realtà di altri film di genere. Più che sull'essenzialità del rapporto, il film è incentrato sul liberalismo della protagonista, la cui sola arma di seduzione è l'immediatezza del modo di apparire.

## Sequel
Il film ebbe un sequel e uno spin-off, usciti entrambi per il solo mercato home video: 9 settimane e ½ - La conclusione nel 1997, e La notte dei sensi nel 1998. Ne uscì anche una parodia nel 1991, Il ritorno dei ninja.

## Riconoscimenti
- 1987 – Jupiter Award
  - Candidatura alla miglior attrice internazionale a Kim Basinger

- 1986 – Razzie Awards
  - Candidatura alla peggior attrice protagonista a Kim Basinger
  - Candidatura alla peggior sceneggiatura a Patricia Louisianna Knop, Zalman King e Sarah Kernochan
  - Candidatura alla peggior canzone originale (I Do What I Do) a Jonathan Elias, Nigel John Taylor e Michael Des Barres